# خوسيه أنغولو
خوسيه أنغولو (بالإسبانية: José Angulo)‏ هو لاعب كرة قدم كولومبي، ولد في 13 يناير 1988 في بارانكيا في كولومبيا. لعب مع بيتسبورغ ريفرهوندز ونيو إنجلاند ريفولوشن ونيويورك ريد بولز.